# Амамі (острови)

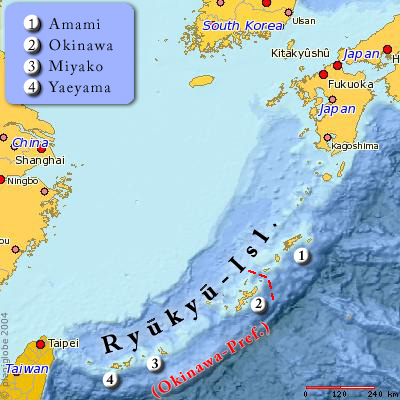
Острови Амамі (1)

Острови Амамі (яп. 奄美群島, Amami-guntō) — архіпелаг, який належить до островів Сацунан, групи островів у складі островів Рюкю на південному заході від острова Кюсю. Адміністративно підпорядковуються префектурі Каґосіма, Японія.

## Назва
15 лютого 2010 року Інститут географії Японії та Берегова охорона Японії затвердили для використання назву 奄美群 (амамі-ґунто:) як назви цієї групи островів. До цього також використовувалася назва 奄美諸島 (амамі-сьото:). Назва «амамі» ймовірно має однакове походження з ім'ям Амамікю (яп. 阿摩美久), богині в релігії островів Рюкю.

## Географія
Острови Амамі — вапнякові острови коралового походження, мають сумарну площу близько 1240,28 км². Найвища точка островів — гора Ювандаке заввишки 694 м, яка розташована на острові Амамі-Осіма. Клімат вологий субтропічний («Cfa» за класифікацією кліматів Кеппена) з дуже теплим літом і теплою зимою. Опади залишаються високими протягом року, проте найбільше їх у травні, червні та вересні. Острови зазнають частої активності тайфунів.

## Історія

### Період Амамі
Жителі островів почали виробляти керамічні вироби 6000 років тому під впливом культури Дзьомон з острова Кюсю. Спочатку стиль був схожим на стиль основних островів Японії, але пізніше був розроблений власний стиль Амамі, відомий також як «нижній стиль Усукі».
У японській літературі острови вперше згадуються у VII столітті. Ніхон Сьокі містить записи 657 року, у якому згадуються Амамі-сіма (яп. 海見嶋, «острови Амамі») та Амамі-біто (яп. 阿麻弥人, «люди Амамі») у 682 році. Також у Ніхон Сьокі є згадка Амамі (яп. 菴美) у 699 році і Амамі (яп. 奄美) у 714 році. Усі ці згадки, ймовірно, стосуються сучасних островів Амамі. Десята кенто-сі-делегація (Японії до Китаю) подорожувала до Китаю династії Тан через острів Амамі-Осіма.
Цей ранній період також називають періодом Амамі (яп. 奄美世, Aman'yu).

### Період Адзі
Сільське господарство на островах отримало розвиток у близько XII столітті, коли населення замість полювання перейшло до землеробства. Як і на островах Окінава, це дало можливість з'явитися дворянському класу адзі, які мешкали у замках ґусуку. Серед відомих ґусуку: замок Беру в Касарі, Амамі і замок Йононусі у Вадомарі. Сильніші адзі билися один з одним, щоб розширити свої володіння. Згідно з місцевим фольклором деякі члени родів Тайра, програвши у битві при Данноура у 1185 році, втекли на острів Амамі-Осіма. Історична достовірність цього невідома.
Цей період ґусуку інколи називається періодом Адзі (яп. 按司世, Ajin'yu).

### Період Наха
З часом адзі Амамі були змушені сплачувати данину сильнішим державам, щоб зберігати самостійність. Згідно з рюкюськими записами адзі Амамі платили данину Ейсо, королю Тюдзана на Окінаві. Острови Окіноерабудзіма та Йорондзіма потрапили під контроль королівства Хокудзан з Окінави. Проте, оскільки на самій Окінаві все ще тривали часті громадянські війни, її королівства не могли контролювати північні острови Амамі. Адзі з Токуно та з північніших островів лише платили данину королівствам Окінави і продовжували зберігати незалежність. Після 1429 року Сьо Хасі об'єднав острови Окінава, заснувавши королівство Рюкю. Протягом 1430-х та 1440-х років королівство Рюкю розширило свої володіння і на острови Амамі. До 1450 року армія Рюкю захопила усі острови Токара, за винятком острова Кікайдзіма, який був приєднаний у 1466 році. Сацума-хан Японії спробував захопити острів Амамі-Осіма у 1493 році, проте зазнав поразки від Рюкю. Впродовж XVI століття відбулося три повстання на острові Амамі-Осіма, які були придушені Рюкю: у 1536, 1537 і 1571 роках.
Цей період називається періодом Наха (яп. 那覇世, Nahan'yu), за назвою головного порту Рюкю.

### Період Ямато
Прямий контроль Рюкю тривав впродовж близько 170 років. Торгівля з Китаєм династії Мін, яка процвітала у період Адзуті-Момояма, підштовхнула Сімадзу Тадацуне, правителя Сацума-хана на півдні Кюсю, вторгнутися у королівство Рюкю, щоб отримати контроль над судноплавними маршрутами між Японією та Китаєм. У квітні 1609 року Сімадзу почав завоювання королівства Рюкю. Спочатку був захоплений острів Амамі-Осіма, потім Токуно, Окіноерабу і врешті-решт сама Окінава. Сацума зустрів запеклий опір, проте зрештою переміг Рюкю, захопивши столицю Сюрі.
Рюкю поступилися островами Амамі на користь Сацума-хана у 1611 році. Сацума почав безпосередньо керувати островами з 1613 року, відправляючи своїх управлінців. Проте вони все ще номінально вважалися територією Рюкю, тому управлінці королівства Рюкю також вирушали на острови. Формально контроль Сацуми над островами був визнаний сьоґунатом Едо у 1624 році.
У 1871 році, після реставрації Мейдзі, острови Амамі увійшли до складу провінції Осумі, а пізніше до префектури Каґосіма. Протягом Другої світової війни на островах Амамі перебувало понад 20 000 японських солдат, хоча за острови боїв не було і вони зазнали лише невеликих авіаударів.
Цей період до 1945 року називається періодом Ямото (яп. 大和世, Yamatun'yu), оскільки «ямато» — рюкюський екзонім Японії та японців.

### Американський період
Після капітуляції Японії острови Амамі потрапили під прямий військовий контроль США, у американських документах вони згадуються як «Північні острови Рюкю» (англ. Northern Ryukyu Islands).
За Сан-Франциським мирним договором 1952 року острови Амамі розглядалися як частина островів Рюкю. Сполучені Штати повернули острови Токара Японії у лютому 1952 року, а острови Амамі 25 грудня 1953 року. Уряд США назвав це «різдвяним подарунком Японії». Хоча острови Амамі були повернуті Японії у 1953 році, Окінава залишалася під американським контролем до 1972 року.

### Після повернення до Японії
У 2001 році відбувся невеликий морський конфлікт між Північною Кореєю та Японією, під час якого відбувся бій поблизу острова Амамі-Осіма, який закінчився перемогою Японії.

## Список островів
| Фотографія | Назва           | Кандзі     | Площа [км²] | Населення | Найвища точка [м] | Гора        | Координати                                                              |
| ---------- | --------------- | ---------- | ----------- | --------- | ----------------- | ----------- | ----------------------------------------------------------------------- |
|            | Амамі-Осіма     | 奄美大島   | 504,88      | 73 000    | 712,35            | Ювандаке    | 28°19′35″ пн. ш. 129°22′29″ сх. д. / 28.32639° пн. ш. 129.37472° сх. д. |
|            | Кікайдзіма      | 喜界島     | 56,93       | 7 657     | 214,0             |             | 29°19′01″ пн. ш. 129°56′22″ сх. д. / 29.31694° пн. ш. 129.93944° сх. д. |
|            | Какеромадзіма   | 加計呂麻島 | 77,39       | 1600      | 314               |             | 28°07′29″ пн. ш. 129°14′41″ сх. д. / 28.12472° пн. ш. 129.24472° сх. д. |
|            | Йоросіма        | 与路島     | 9,35        | 140       | 297               | Окатіяма    | 27°22′08″ пн. ш. 128°34′00″ сх. д. / 27.36889° пн. ш. 128.56667° сх. д. |
|            | Укедзіма        | 請島       | 13,35       | 200       | 400               | Ояма        | 28°01′38″ пн. ш. 129°14′22″ сх. д. / 28.02722° пн. ш. 129.23944° сх. д. |
|            | Токуносіма      | 徳之島     | 247,77      | 27 000    | 645               | Інокавадаке | 27°49′12″ пн. ш. 128°55′56″ сх. д. / 27.82000° пн. ш. 128.93222° сх. д. |
|            | Окіноерабудзіма | 沖永良部島 | 93,63       | 15 000    | 246,0             | Ояма        | 27°22′08″ пн. ш. 128°34′00″ сх. д. / 27.36889° пн. ш. 128.56667° сх. д. |
|            | Йорондзіма      | 与論島     | 20,8        | 6 000     | 98                |             | 27°22′08″ пн. ш. 128°34′00″ сх. д. / 27.36889° пн. ш. 128.56667° сх. д. |

## Культура
Будучи частиною рюкюської культурної сфери, культура Амамі ближча до інших островів Рюкю, ніж до основних островів Японії. Проте історія цих островів відрізняється від історії Окінави також. Окінава, включно з островами Сакісіма, зазнавала сильного культурного впливу з Китаю, тоді як острови Амамі більше зазнавали такого впливу від Японії.

### Мова
Ідіолекти, якими розмовляють на більшій частині островів Амамі, знані як мова Амамі. Вона поділяється на декілька діалектів: кікайський, токуносімський, північноамамійський та південноамамійський. Діалекти, якими розмовляють на південних островах Окіноерабудзіма та Йорондзіма належать до куніґамської мови з північної частини острова Окінава.
Усі ці діалекти та мови належать до північнорюкюської групи рюкюських мов.

## Регіон
Регіональним торговельним центром островів є місто Амамі на острові Амамі-Осіма.